# إبراهام فرانسوا
إبراهام فرانسوا (7 يونيو 1977 بمونتريال في كندا - ) هو لاعب كرة الصالات ‏ ولاعب كرة قدم كندي في مركز الدفاع. لعب مع إمباكت مونتريال وToronto Lynx ‏ وHuntsville Fire ‏ وDetroit Ignition ‏ ونادي سول دي أميريكا وLaval Dynamites ‏ وOttawa Wizards ‏ وTien Giang FC ‏.

## وصلات خارجية
- إبراهام فرانسوا على موقع قاعدة بيانات كرة القدم.إي يو (الإنجليزية)